# Syndicat mixte Canche et Authie
Le syndicat mixte Canche et Authie (Symcéa) est un syndicat mixte qui agit pour la protection de la ressource en eau et des milieux aquatiques et, plus globalement, à l’échelle des bassins versants de la Canche et de l’Authie.

## Historique
Le syndicat mixte pour le schéma d’aménagement et de gestion des eaux (SAGE) de la Canche est créé le 13 avril 2000 et devient, en janvier 2013, le syndicat mixte Canche et affluents (Symcéa).
Par arrêté inter-préfectoral du 25 novembre 2019 portant extension du périmètre et modification des statuts du Symcéa, le syndicat mixte Canche et affluents devient le syndicat mixte Canche et Authie,.

## Composition du syndicat
Le Symcéa est composé de 10 membres, en totalité (2) ou partiellement (8) : la communauté d'agglomération des Deux Baies en Montreuillois (en totalité), la communauté de communes des 7 Vallées (en totalité), la communauté de communes de Desvres - Samer, la communauté de communes du Haut Pays du Montreuillois, la communauté de communes du Ternois, la communauté de communes des Campagnes de l'Artois, la communauté de communes du Sud-Artois, la communauté de communes du Pays du Coquelicot, la communauté de communes du Territoire Nord Picardie, la communauté de communes Ponthieu-Marquenterre.
Il regroupe 349 communes.

## Financement
Le financement des actions du Symcéa se répartissent en :
- contribution financière des établissements publics de coopération intercommunale (EPCI) membres ;
- subventions des partenaires financiers comme l'agence de l'eau Artois-Picardie, le conseil régional des Hauts-de-France, les conseils départementaux du Pas-de-Calais et de la Somme, l'Union européenne (UE) et l'État[3].

Le montant global du budget 2020 est de 4 487 417 €uro.

## Organisation
Le siège est situé à Auchy-lès-Hesdin.
Chaque structure intercommunale désigne un délégué titulaire et son suppléant. Un délégué supplémentaire et son suppléant sont nommés par tranche de 10 000 habitants.
La direction est assurée par un président et 3 vice-présidents. Le président actuel est Yves Gille, le maire de Brimeux.
Les délégués syndicaux titulaires sont au nombre de 30 auquel s'ajoute 30 suppléants.

## Mission
Le syndicat mixte Canche et Authie (Symcéa) a pour missions la mise en œuvre du schéma d’aménagement et de gestion des eaux, le rétablissement de la libre circulation des poissons migrateurs, l’entretien et la restauration de la Canche, ainsi que la maîtrise de l’érosion et du ruissellement.
Les principales missions du syndicat sont :
- l'élaboration et mise en œuvre du SAGE de la Canche ;
- l'élaboration du SAGE de l’Authie ;
- le rétablissement de la libre circulation des poissons migrateurs ;
- l'entretien et de restauration du fleuve Canche et Authie ;
- la maîtrise des phénomènes d’érosion et de ruissellements ;
- l'animation, l'élaboration et la mise en œuvre du PAPI de la Canche ;
- le soutien technique aux collectivités[1].

## Action
Un exemple d'action du syndicat est la lutte dans le montreuillois, dont le territoire est composé de 80 % de terres agricoles, contre le ruissellement et l'érosion. Ici, trois leviers sont activés pour limiter ce ruissellement : changer les pratiques agronomiques, avoir des ouvrages d’hydraulique douce (haies, fascines…) et des ouvrages structurants (bassins, fossés, mares tampon…).